# Naunu
Naunu is een bestuurslaag in het regentschap Kupang van de provincie Oost-Nusa Tenggara, Indonesië. Naunu telt 2024 inwoners (volkstelling 2010).